# Aphyocharax paraguayensis
Aphyocharax paraguayensis är en fiskart som beskrevs av Eigenmann, 1915. Aphyocharax paraguayensis ingår i släktet Aphyocharax och familjen Characidae. Inga underarter finns listade i Catalogue of Life.